# Yaroslav de Tver

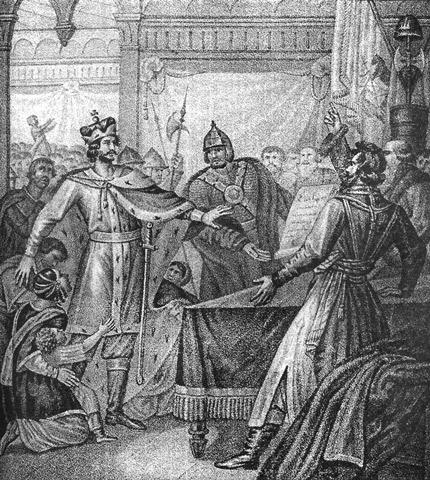
Yaroslav de Tver

Yaroslav de Tver o Yaroslav Yaroslávich (1220-1271) (del ruso: Ярослав Ярославич) fue el primer príncipe de Tver y el décimo Gran príncipe de Vladímir desde 1264 a 1271. Yaroslav y su hijo Miguel Yaroslávich gobernaron durante la transformación de Tver de un pueblo en uno de los más grandes centros de poder de la Rusia medieval. Todos los siguientes duques de Tver descendieron de Yaroslav Yaroslávich.
Era hijo de Yaroslav II y hermano menor de Alejandro Nevski. En 1247 recibió de su tío la ciudad de Tver.
En 1252, Yaroslav y su hermano Andréi sitiaron la capital de Alejandro, Pereslavl-Zaleski. Reforzado por unidades tártaras, Alejandro los rechazó, tomando como prisioneros a los hijos de Yaroslav y dejando a su esposa muerta en el campo de batalla. Yaroslav huyó a Stáraya Ládoga donde fue reclamado por los novgorodenses para suceder a Alejandro como su líder militar. En 1258 visitó la capital del kan en Sarai, y dos años después condujo al ejército de Nóvgorod contra los Caballeros Teutónicos.
Tras la muerte de Alejandro en 1263, Yaroslav discutió con Andréi acerca de quien debía ser su sucesor, el próximo gran duque. Solicitaron arbitraje a la Horda de Oro, que se mostró favorable a Yaroslav. Este, sin embargo, se asentó en Nóvgorod y se casó con la hija de un boyardo local. Varias facciones novgorodenses conspiraban todavía contra él, con la intención de colocar en el trono a su hermano Vasili de Kostromá o al hijo de Alejandro, Dmitri de Pereslavl.
En 1270, los ejércitos de los tres príncipes se encontraron durante una semana, preparados para la batalla, cerca de la ciudad de Stáraya Rusa. El metropolitano, no obstante, consiguió reconciliarlos. Yaroslav rindió Nóvgorod a su sobrino, acompañándole a Sarai. Murió en el camino de regreso a Tver el 9 de septiembre de 1271. Fue sucedido en Tver por su hijo mayor Sviatoslav y más tarde por su hijo más famoso, Miguel Yaroslávich.